# Albin Lönnqvist

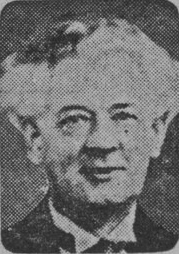
Albin Lönnqvist

Albin Lönnqvist, född 23 oktober 1875 i Mollösund, död 21 juli 1951 i Borås, var en svensk ingenjör och arkitekt.
Lönnqvist kom till Borås 1891 där han i 20 år arbetade åt arkitekten Lars Kellman. Han titulerade sig ingenjör i en personalnotis 1902. 1915 öppnade han egen arkitektfirma i Borås och kom under verksamhetstiden att rita över hundra byggnader, vilket gör honom till en av de mest produktiva arkitekterna i staden. Han ritade ett flertal flerfamiljshus och villor, bland annat typritningar för egnahem på Erikslund och Nedre Byttorp. Utöver det ritade han industribyggnader och Lutherska Missionskyrkan.
Han deltog även i stadens kommunala liv och var medlem av drätselkammaren 1914–1917, ledamot av folkskolestyrelsen, kyrkofullmäktig och ledamot av kyrkorådet.

## Verk i urval

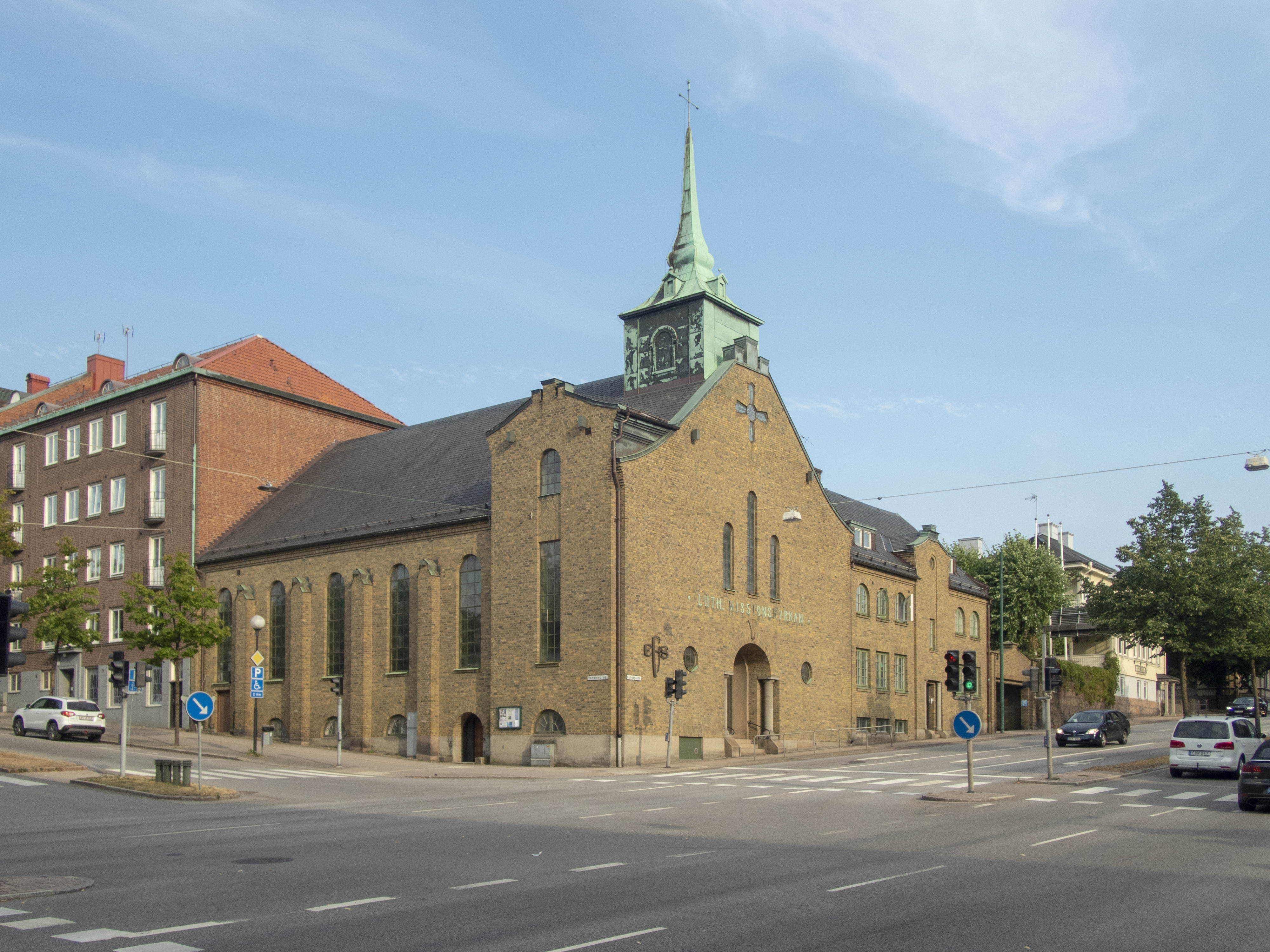
Lutherska missionskyrkan, Borås

- Flerfamiljshus, Norra Långgatan 7, Borås (1912)
- Villa, Gustav Adolfsgatan 22, Borås (1912)
- Yxhammargården, Borås (1915)
- Wellanders trikåfabrik, Ulricehamn (1915)
- Mariegård, Jägaregatan 17, Ulricehamn (1916-1917)
- AB Vitvaruindustrin, Borås (1920)[2]
- Egen bostad och kontor på Första Villagatan 17 (1922)
- Industribyggnad, Bryggaregatan 19, Borås (1928)
- Flerfamiljshus, Nyckelbergsgatan 15, Borås (1929)
- Algots, Borås (1929)
- Sparregatan 7, Borås (1927)
- Lutherska Missionskyrkan, Borås (1929)
- Affärs- och bostadshus, Storgatan 16, Ulricehamn (1930)
- Industribyggnad Guldbaggen 35, Borås (slutet av 1930-talet)
- Flerfamiljshus, Brämhultsvägen 34 (1937)